# Gunnar Johansson (musiker)
Karl Gunnar Johansson, född 23 mars 1906 i Arvika församling, död 18 maj 1991 i Katarina församling i Stockholm, var en svensk kapellmästare, komponist, musikpedagog och musikdirektör. 
Johansson var lärare i instrumentation vid Musikhögskolan i Stockholm. Han invaldes som ledamot av Musikaliska akademien 1958 och tilldelades professors namn 1965.
Gunnar Johansson är begravd på Arvika kyrkogård.

## Filmmusik i urval
- 1953 – Alla tiders 91 Karlsson
- 1952 – Åke klarar biffen
- 1952 – Klackarna i taket
- 1951 – Uppdrag i Korea
- 1951 – 91 Karlssons bravader
- 1950 – Påhittiga Johansson
- 1949 – Kronblom kommer till stan
- 1948 – Synd
- 1948 – Ådalens poesi
- 1947 – Mästerdetektiven Blomkvist
- 1947 – Kronblom
- 1947 – 91:an Karlssons permis
- 1947 – Sjätte budet
- 1947 – Nattvaktens hustru
- 1947 – Pappa sökes
- 1947 – Maj på Malö
- 1947 – Lata Lena och blåögda Per
- 1947 – Livet i Finnskogarna
- 1946 – Hotell Kåkbrinken
- 1946 – 91:an Karlsson. "Hela Sveriges lilla beväringsman"
- 1945 – Pettersson & Bendels nya affärer
- 1945 – Den allvarsamma leken
- 1945 – En förtjusande fröken
- 1945 – Hans Majestät får vänta
- 1945 – I som här inträden
- 1945 – Svarta rosor
- 1945 – Rattens musketörer
- 1945 – Maria på Kvarngården
- 1944 – På farliga vägar
- 1944 – Fia Jansson från Söder
- 1944 – Prins Gustaf
- 1944 – Skogen är vår arvedel
- 1943 – Örlogsmän
- 1943 – Kungsgatan
- 1943 – Älskling, jag ger mig
- 1943 – Katrina
- 1943 – En vår i vapen
- 1943 – I mörkaste Småland
- 1942 – Jacobs stege
- 1942 – En trallande jänta
- 1941 – Dunungen
- 1941 – Landstormens lilla argbigga
- 1941 – Tåget går klockan 9
- 1941 – Göranssons pojke
- 1941 – Lärarinna på vift
- 1941 – Examen - Ett skolminne av Gösta Roosling
- 1941 – Tomten
- 1941 – Den ljusnande framtid
- 1940 – Hans Nåds testamente
- 1940 – Snurriga familjen
- 1939 – Då länkarna smiddes
- 1939 – Kadettkamrater
- 1939 – Ombyte förnöjer
- 1939 – Valfångare
- 1937 – Vi går landsvägen
- 1936 – Kärlek och monopol

### Filmroller
- 1947 – Bruden kom genom taket
- 1941 – Lärarinna på vift